# Annapolis
Annapolis – miasto w Stanach Zjednoczonych, stolica stanu Maryland, siedziba hrabstwa Anne Arundel, port nad zatoką Chesapeake.
Miasto jest znanym ośrodkiem turystycznym (obserwatorium oceanograficzne) i naukowym (Akademia Marynarki Wojennej). W mieście zachowała się oryginalna zabudowa miejska; muzeum.

## Historia
W 1649 roku w miejscu obecnego Annapolis purytanie założyli osadę nazwaną Providence. Dzięki handlowi niewolnikami osada szybko nabrała znaczenia. W 1694 jej nazwę zmieniono na Annapolis na cześć księżnej Anny Stuart, następczyni tronu w Anglii. W 1708 roku miejscowość uzyskała prawa miejskie. W 1783 roku Kongres przyjął tu rezygnację Jerzego Waszyngtona z funkcji głównodowodzącego po zakończeniu amerykańskiej wojny o niepodległość. Po podpisaniu w 1783 roku pokoju wersalskiego Annapolis pełniło funkcję stolicy Stanów Zjednoczonych podczas drugiego Kongresu Kontynentalnego od 26 listopada 1783 do 3 czerwca 1784 roku. W roku 1845 założono w mieście Akademię Marynarki Wojennej USA.
W 2007 roku w Annapolis Izrael i Autonomia Palestyńska zobowiązały się do nawiązania rokowań, które do końca 2008 miały doprowadzić strony do porozumienia w sprawie utworzenia państwa palestyńskiego. W 2009 po wyborach parlamentarnych i utworzeniu rządu Binjamina Netanjahu minister spraw zagranicznych Izraela Awigdor Lieberman powiedział, że jego kraju nie obowiązują te uzgodnienia.

## Miasta partnerskie
- Tallinn, Estonia
- Newport, Wielka Brytania
- Dumfries, Wielka Brytania
- Wexford, Irlandia

## Linki zewnętrzne

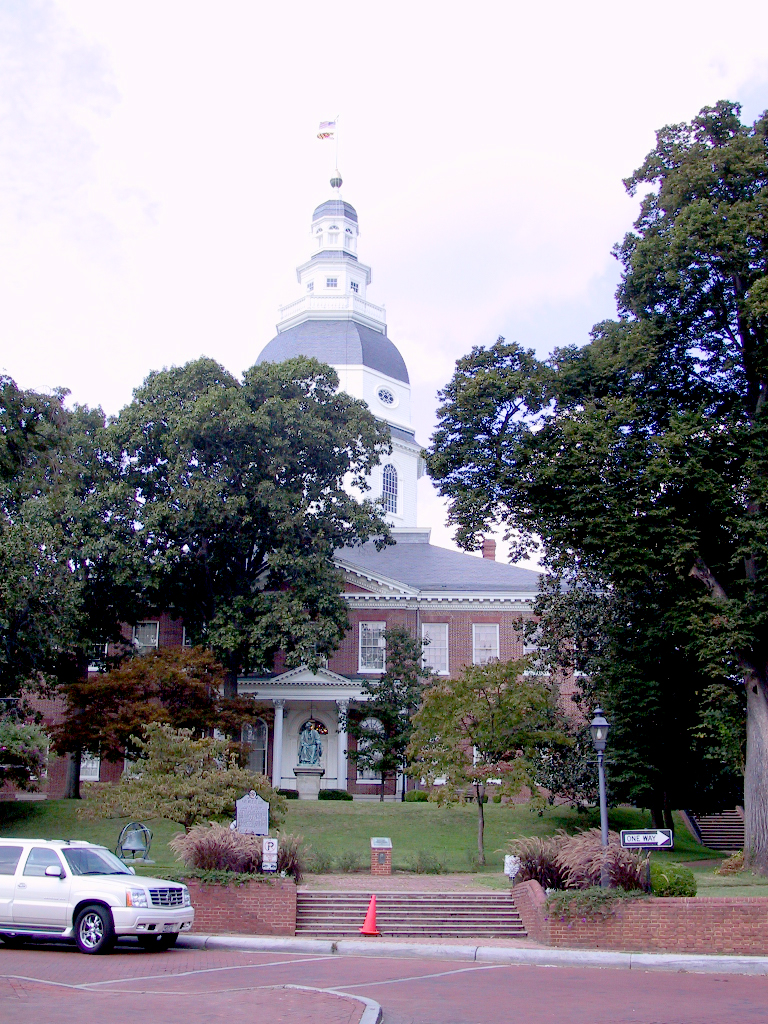
Maryland State House